# Autoserica freynei
Autoserica freynei är en skalbaggsart som beskrevs av Louis Burgeon 1942. Autoserica freynei ingår i släktet Autoserica och familjen Melolonthidae. Inga underarter finns listade.